# Sidney Atkinson

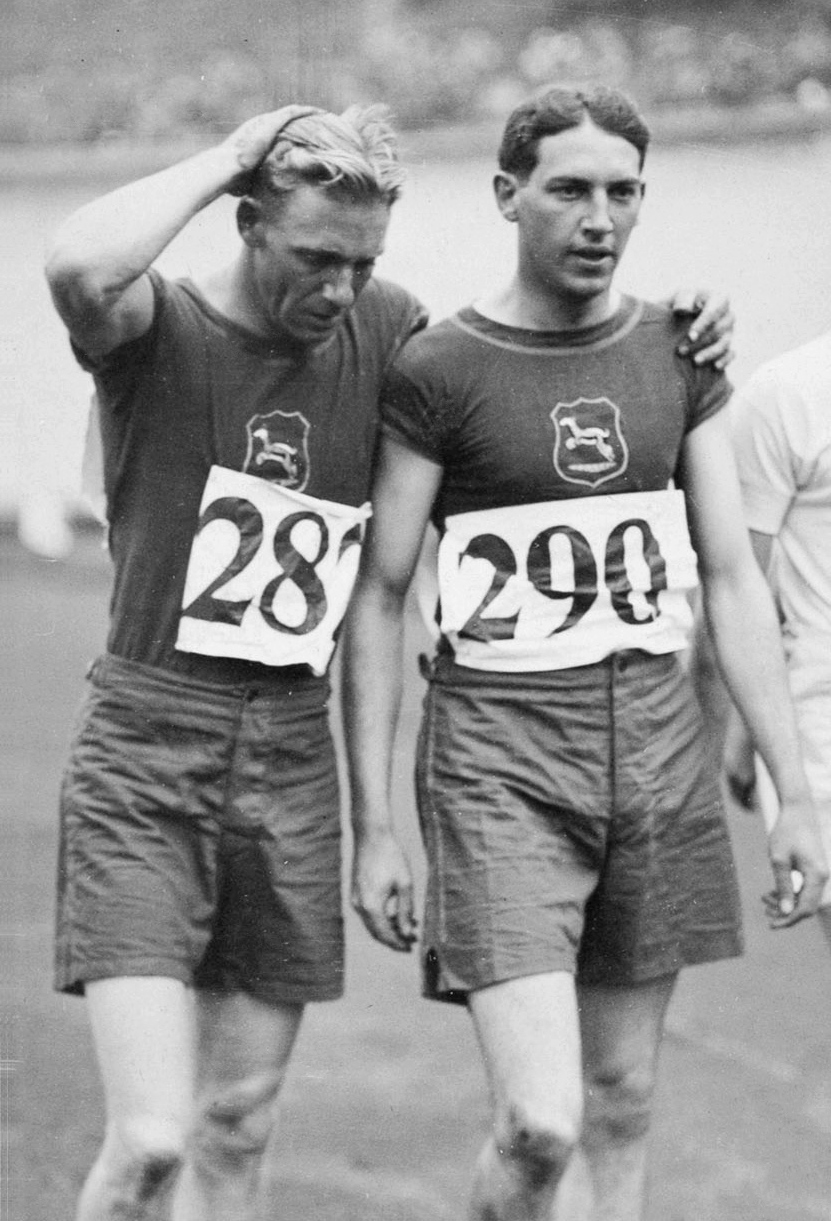
Sidney Atkinson (links) und George Weightman-Smith 1928

Sidney Atkinson (Sidney James Montford „Sid“ Atkinson; * 14. März 1901 in Durban; † 31. August 1977 ebenda) war ein südafrikanischer Leichtathlet. Bei einer Körpergröße von 1,86 m hatte er ein Wettkampfgewicht von 76 kg.
Bei den Olympischen Spielen 1924 lieferte sich Sidney Atkinson im Finale des 110-Meter-Hürdenlaufs einen Zweikampf mit dem US-Amerikaner Daniel Kinsey. Daniel Kinsey gewann in 15,0 s vor dem zeitgleichen Atkinson. Dritter wurde in 15,4 s der Schwede Sten Pettersson.
Vor den Olympischen Spielen 1928 in Amsterdam stand der Weltrekord von Earl Thomson und Sten Pettersson bei 14,8 s. Im ersten Halbfinale wurde dieser Weltrekord vom US-Amerikaner Leighton Dye eingestellt; der Brite Frederick Gaby lief als Zweiter 14,9 s. Im zweiten Halbfinale stellte Stephen Anderson (USA) ebenfalls den Weltrekord ein, Sidney Atkinson wurde Zweiter in 14,9 s. Im dritten Halbfinale lief Atkinsons Landsmann George Weightman-Smith mit 14,6 s neuen Weltrekord vor John Collier aus den USA, der mit 14,8 s den alten Weltrekord einstellte. Während vor 1928 bei Olympischen Spielen nur Thomson 1920 unter 15 Sekunden geblieben war, reichten diesmal 14,9 s für den jungen Schweden Eric Wennström nicht für das Finale.
Im Finale war Weightman-Smith auf der Innenbahn von vornherein im Nachteil, weil diese Bahn von den Rundenläufen der Langstreckler aufgeweicht war. Trotzdem ging der Olympiasieg an einen Südafrikaner, denn Atkinson gewann in 14,8 s vor Anderson (14,8 s) und Collier (14,9 s). Dye (14,9 s) folgte vor Weightman-Smith (15,0 s) und Gaby (15,2 s).
Sidney Atkinson startete 1928 auch im 100-Meter-Lauf und im Weitsprung, erreichte aber in beiden Disziplinen nicht das Finale.